# Javier Limones
Javier Limones Rodríguez (Madrid, 23 aprile 1975) è un ex giocatore di calcio a 5 spagnolo; con la Nazionale spagnola è stato campione del mondo nel 2004 e campione europeo nel 1996 e nel 2005.

## Carriera
Limones è stato uno dei giocatori più rappresentativi della Spagna nella prima metà degli anni 2000: appena maggiorenne conquista il suo primo titolo nazionale nelle file del Marsanz Torrejón e nella stessa stagione vince anche Coppa di Spagna e Supercoppa. Dopo aver vinto un'altra Coppa nazionale col Marsanz, passa all'Inter Fútbol Sala dove rimane una sola stagione e vince il campionato, passa poi al Castellón dove giunge secondo in campionato. Si merita la convocazione all'European Futsal Tournament 1996 dove vince il primo europeo ma salta il mondiale successivo.
Tornato all'Inter Fútbol Sala, vince due campionati nazionali, una coppa di Spagna, due supercoppe, la Coppa UEFA 2003-04 e una Coppa Iberica, culmina la sua parabola da giocatore con la presenza nelle file della Nazionale di calcio a 5 della Spagna al FIFA Futsal World Championship 2004 dove le furie rosse si sono laureate campioni del mondo. In totale, ha disputato 43 incontri con la Nazionale, mettendo a segno 24 reti.

## Palmarès

### Club
- Campionato spagnolo: 5
Marsanz Torrejón: 1992-93
Inter: 1995-96, 2002-03, 2003-04, 2004-05
- Coppa di Spagna: 5
Marsanz Torrejón: 1991-92, 1993-94
Inter: 1995-96, 2003-04, 2004-05

### Nazionale
- Campionato mondiale: 1
Taipei Cinese 2004
- Campionato d'Europa: 2
Spagna 1996, Rep. Ceca 2005